# 교황 스테파노 6세
교황 스테파노 6세(라틴어: Stephanus PP. VI, 이탈리아어: Papa Stefano VI)는 제113대 교황(재위: 896년 5월 22일 ~ 897년 8월)이다.
전해지는 바에 의하면, 스테파노는 로마 태생으로 요한 신부의 아들이라고 한다. 그는 교황 포르모소에 의해 아나니의 주교로 서임되었으며, 교황으로 선출될 때까지 이 직분을 유지했다고 한다. 그가 교황으로 선출된 배경에 대해서는 불분명하지만, 당시 교황권에 도전했던 강력한 로마 가문의 하나인 스폴레토 가문의 지지를 받은 것으로 전해진다.
스테파노 6세는 주로 전임자인 교황 포르모소의 시신을 꺼내 재판한 교황으로 기억된다. 897년 1월 스테파노 6세의 지시로 포르모소의 시신은 무덤에서 꺼내져 이른바 시체 시노드(Synodus Horrenda)라고 불리는 법정에 세워졌다. 아마도 포르모소에 대해 강한 적개심을 갖고 있었던 스폴레토의 람베르토 2세로부터 강한 압력이 이러한 기이한 사건을 촉발시킨 것으로 보인다. 부패가 진행 중인 전임 교황의 시신이 피고인석에 앉혀지자, 부제 한 명이 검사로 위촉되어 이미 선종한 교황을 심문하였다. 과거에 포르모소가 교황 요한 8세와 갈등을 빚음으로써 씌워진 혐의들이 다시 제기되었는데, 즉 주교 직분을 박탈당하고 성무 집행을 금지당했음에도 주교로서의 역할을 계속 수행했다는 것이었다. 포르모소에 대해서 유죄가 선고된 후, 그의 시신을 덮은 거룩한 제의가 벗겨져 평신도의 옷으로 입혀졌으며, 생전에 그가 강복을 주었던 오른손의 세 번째 손가락이 잘린 채 테베레강에 던져졌다. 포르모소에게 서품받은 사제들의 성직은 모두 무효로 처리되었다.
전임 교황 포르모소에 대한 이러한 처사는 교회 안팎에 거센 후폭풍을 불러 일으켰다. 사실상 이 사건은 897년 초에 로마에 대한 영향력을 회복한 스폴레토 가문이 포르모소에 대한 복수 차원에서 스테파노 6세에게 압력을 행사함으로써 초래된 사건으로서, 스테파노 6세 본인은 정치적 분열의 희생물이 되었다고 볼 수 있다. 포르모소가 집전한 모든 서품이 무효로 선언되었기 때문에 자동적으로 그에게 서품받은 스테파노 6세의 성직도 무효라는 판결이 나왔다. 따라서 그는 그 해 여름에 강제로 감옥에 투옥된 다음 교살되었다.